# Ioan D. Mihăescu
Ioan D. Mihăescu (n. 4 octombrie 1891, comuna Amărăștii de Jos, județul Dolj – d. 22 octombrie 1957, Închisoarea Văcărești) a fost un general român, care a luptat în Al Doilea Război Mondial.

## Biografie
A absolvit Școala de Ofițeri în 1912.
După școala primară și studiile liceale, a absolvit Școala Superioară de Război în 1912, ca sublocotenent de artilerie.
A participat la Campania din 1913 și la cele două războaie mondiale. În cel de al Doilea Război Mondial, a participat la bătălia de la Odessa și la urmărirea inamicului spre Stalingrad.

## Funcții deținute
A fost înaintat în 10 mai 1936 la gradul de colonel și în 24 ianuarie 1942 la gradul de general de brigadă.
- 1934 - Atașat militar în Iugoslavia
- 1939 - 1941 - Director de Studii la Centrul de Instrucție de Artilerie de la Mihai Bravu (Dadilov), cu grad de locotenent-colonel
- 1942 - 1943 - Comandantul Diviziei 1 Infanterie
- 1943 - 1944 - Comandantul Diviziei 4 Infanterie cu gradul de general de brigadă
- august 1945 - Comandant al Capitalei

Din funcția de Comandant militar al Bucureștiului a fost disponibilizat după greva regală. 
Membru al Partidului Național Țărănesc, a colaborat cu Iuliu Maniu între 1941-1945.
Generalul de divizie Ioan D. Mihăescu a fost trecut în cadrul disponibil la 9 august 1946, în baza legii nr. 433 din 1946, și apoi, din oficiu, în poziția de rezervă la 9 august 1947.
După război se înscrie în organizația clandestină „Graiul Sângelui”.
La 19 septembrie 1948, încep perchezițiile la domiciliu. După arestarea membrilor organizației, a dispărut de la domiciliu (1948). A fost implicat în pseudo-procesul criminalilor de război. În 1950 este judecat și condamnat în contumacie la 20 de ani muncă silnică pentru apartenență la organizația subversivă „Graiul Sângelui”.
Este arestat la 4 aprilie 1956, rejudecat de Tribunalul Militar București, reconfirmându-i-se vechea pedeapsă. Închis la Jilava, se îmbolnăvește și este transferat la Spitalui Penitenciar Văcărești.
A decedat la 22 octombrie 1957, în Spitalul nr. 1 al penitenciarului Văcărești.

## Decorații
- Ordinul „Coroana României” în gradul de Comandor (8 iunie 1940)[5]
- 1918 - Ordinul "Coroana României" cu spade și panglică de Virtute Militară, în gradul de Cavaler
- 1923 - Medalia Victoria marelui război pentru civilizație 1916 - 1923
- 1938 - Ordinul "Steaua României", în grad de comandor
- 1938 - Coroana Iugoslaviei în grad de comandor
- 1 septembrie 1942 - Ordinul "Mihai Viteazul" clasa a III-a